# 1992年のバレーボール
1992年のバレーボール（1992ねんのバレーボール）では、1992年（平成4年）のバレーボール関連の出来事をまとめる。

## できごと
- ロシア・バレーボール・スーパーリーグが創設。
- ウラル・ウファが創設。
- ヴィチェンツァ・バレーが創設。
- 大野石油広島オイラーズが創設。
- バルセロナ五輪から、FIVBのルールにより、各チーム3カラーのユニフォームのエントリーが義務づけられる。
- バルセロナ五輪にて、対日本戦での審判判定に対しての抗議の意味を込めて、アメリカチーム全選手が、丸坊主にして翌日の試合に臨んだ。
- スペイン・アルメリアにて、バルセロナ五輪の開催期間中に、ビーチバレーの公開競技が行なわれた。
- 女子の第1回ビーチバレー・ワールドツアーが開催。
- 川合俊一がタレント活動を開始。
- FIVB加盟（その27） - アゼルバイジャン、アルメニア、アンギラ、ウクライナ、ウズベキスタン、エストニア、カザフスタン、ギニアビサウ、キルギス、グアドループ、クック諸島、グルジア、クロアチア、シエラレオネ、スロベニア、タジキスタン、ツバル、ドミニカ国、トルクメニスタン、ブルンジ、ベラルーシ、ボスニア・ヘルツェゴビナ、マーシャル諸島、マルティニーク、モルドバ、ラトビア、リトアニア、レソト、ロシア、赤道ギニア、南アフリカ共和国の31カ国。

## 国際大会
- バルセロナ五輪
  - 男子
    - 金メダル： ブラジル
    - 銀メダル： オランダ
    - 銅メダル： アメリカ合衆国

  - 女子
    - 金メダル： キューバ
    - 銀メダル： 独立国家共同体
    - 銅メダル： アメリカ合衆国

## 国内大会

### 日本
- 第25回日本リーグ
  - 男子
    - 優勝：NEC

  - 女子
    - 優勝：日立

- 第41回黒鷲旗全日本選手権
  - 男子
    - 優勝：NEC

  - 女子
    - 優勝：ダイエー

## 誕生
- 5月3日 - 堀川真理